# Die Gewehre von Avalon
Die Gewehre von Avalon ist der zweite von zehn Romanen im Fantasy-Zyklus Die Chroniken von Amber des US-amerikanischen Autors Roger Zelazny. Er wurde erstmals 1972 als The Guns of Avalon von Doubleday veröffentlicht. Auf Deutsch wurde der Roman unter dem Titel Die Gewehre von Avalon publiziert, der in der Übersetzung durch Thomas Schlück 1977 bei Heyne erschien. 1985 erschien das Computerspiel Nine Princes in Amber, basierend auf den ersten beiden Romanen des Zyklus. Das Buch setzt direkt mit dem vorherigen Band Corwin von Amber fort und beginnt mit einer Zusammenfassung des ersten Bandes.
Corwin ist aus den Kerkern von Amber entkommen, in die er von seinem verhassten Bruder Eric eingesperrt wurde. Alle Geschwister von Corwin glauben, dass Schusswaffen niemals in die mittelalterliche Welt von Amber gebracht werden können, da dort alle auf Schießpulver basierenden Waffen wirkungslos zu sein scheinen. Aber Corwin verfügt über geheimes Wissen: In der Schattenwelt von Avalon, wo er einst regierte, gibt es ein „Juweliersrouge“, das in Amber als Schießpulver wirken wird. Corwin plant, eine Legion von Schattensoldaten aufzustellen und sie mit automatischen Gewehren von der Schattenwelt Erde zu bewaffnen.

## Handlung
Corwin macht sich durch die endlosen Schattenwelten auf die Suche nach Avalon, seiner einstigen Heimat. Als Corwin sich Avalon nähert, durchquert er ein Land namens „Lorraine“. Da es sich in der Nähe von Avalon in den Schatten befindet, gleichen sich einige Aspekte der beiden Länder: es ist ein mittelalterliches Königreich, das einst von einer Schattenversion von Corwin regiert wurde. Der Schatten-Corwin, der einst Lorraine regierte, ist als dämonischer Tyrann in Erinnerung geblieben. Aus diesem Grund reist Corwin inkognito als Sir Corey von Cabra.
Corwin trifft auf einen verwundeten Mann, den er als Schatten von Lance, einem Ritter von Avalon, erkennt. Corwin trägt Lance zurück zu einer nahe gelegenen Festung, der Burg von Ganelon. Unterwegs tötet Corwin zwei riesige Höllenkatzen, die ihn den „Wegbereiter“ nennen und seine Befürchtungen bestätigen, dass sein Fluch für die Verderbtheit des Tals von Garnath verantwortlich ist.
Corwin trifft sich mit Ganelon, den er ebenfalls kennt, obwohl Ganelon ihn nicht erkennt. Ganelon war einst Corwins rechte Hand in Avalon gewesen, bis Ganelon ihn verriet. Für dieses Verbrechen verbannte ihn Corwin in einen unbekannten Schatten und vermutete, dass Ganelon dort gestorben sei. Aber Ganelon lebte und stieg, wie er Corwin erzählt, vom Anführer einer Bande von Gesetzlosen zum Anführer aller Kräfte Lorraines auf. Sein Hauptaugenmerk gilt der Gefahr, die von einem dunklen Kreis ausgeht. Dieser weitet sich kontinuierlich aus und ist die Quelle dämonischer Kreaturen. Die von Corwin bekämpften Höllenkatzen und weitere Kreaturen terrorisieren alles Leben in ihrer Nähe. Corwin vermutet, dass dies mit dem Blutfluch zusammenhängt, den er am Ende des ersten Bandes gegen Amber ausgesprochen hat, und erklärt sich bereit zu helfen.
Während er sich von seiner Gefangenschaft durch Training mit den Soldaten von Lorraine erholt, trifft Corwin eine örtliche Anhängerin des Lagers, die ebenfalls Lorraine heißt. Corwin spürt, dass jemand versucht, mit Hilfe der Trümpfe (magische Tarot-Karten) mit ihm zu sprechen, und blockiert den Versuch; Lorraine beschreibt eine Vision von einem Mann, den Corwin als seinen Vater erkennt. Sie enthüllt auch, dass ihre Tochter, die sie durch Hexerei gezeugt hatte, die erste Person war, die im dunklen Kreis starb. In der Burg wird Corwin von Strygalldwir, einem geflügelten Dämon, angegriffen. Er tötet Strygalldwir mit seinem magischen Schwert „Grayswandir“.
Corwin, Ganelon und Lance führen eine Armee gegen den dunklen Kreis an. Auf der obersten Etage eines Turms tötet Corwin den feindlichen Anführer, eine ziegenköpfige Kreatur. Es wird offenbart, dass der Feind aus den Burgen des Chaos kommt. Die Burgen sind eine Art chaotisches Gegenstück von Amber, in deren Einflussgebiet die gewöhnlichen Regeln der Realität nicht gelten. Anstatt nach mehreren gemeinsam verbrachten Nächten bei Corwin zu bleiben, brennt Lorraine mit einem Offizier namens Melkin durch. Corwin verfolgt die beiden, um Lorraine zur Rede zu stellen. Als er feststellt, dass Melkin Lorraine ermordet und ausgeraubt hat, tötet er Melkin mit bloßen Händen.
Corwin und Ganelon reisen weiter nach Avalon. Ein junger Deserteur erzählt ihnen, dass sein General, den er den Protektor nennt, die dämonischen Wesen schon oft besiegt hat. Die Wesen, die den Wesen aus dem Kreis in Lorraine ähneln beschreibt der Deserteur als „bleichgesichtige Furien aus einer unbekannten Hölle“. Angeblich hat der Protektor den Teil einer Nacht mit der Anführerin, einer bleichen Hexe namens Lintra, verbracht. Corwin und Ganelon reisen weiter und treffen den Protektor, der sich als Corwins lang verschollener Bruder Benedict entpuppt, der beeindruckendste Schwertkämpfer und Militärstratege, den es gibt. Benedicts Streitkräfte haben die Höllenmaiden besiegt, aber er hat im Kampf einen Arm verloren. Benedict begrüßt Corwin herzlich, weigert sich jedoch, dessen Anspruch auf den Thron zu unterstützen. Benedict enthüllt auch, dass ihr Vater, König Oberon, nicht abdankte, wie Corwin geglaubt hatte, sondern einfach verschwand.
Benedict schickt Corwin und Ganelon auf sein Landhaus. Dort trifft Corwin eine junge Frau namens Dara, die ihm erzählt, dass sie Benedicts Urenkelin ist. Aufgrund ihrer Blutlinie möchte sie unbedingt mehr über das Muster von Amber erfahren. Das Durchschreiten des Musters verleiht den Angehörigen des Königshauses von Amber die Fähigkeit, im Schatten zu wandeln. Corwin tauscht Informationen mit ihr aus und erfährt, dass Benedict hier von den Brüdern Julian, Gérard und Brand besucht wurde. In Avalon arrangiert Corwin den Kauf großer Mengen von „Juweliersrouge“ (eine Substanz, die in Amber als Schießpulver fungieren kann. Herkömmliches Schießpulver funktioniert in Amber nicht). Als er zu Benedicts Haus zurückkehrt, trifft er auf Ganelon, der ihm erzählt, dass mehrere frische menschliche Leichen im Garten begraben sind. Corwin zögert, sich in die lokale Intrige einzumischen. Später trifft Dara ihn und sie verbringen eine Nacht zusammen.
Corwin und Ganelon machen sich mit seinem Juweliersrouge auf den Weg in die Schatten um die Erde zu erreichen. Er und Ganelon bemerken ein seltsames Phänomen: Eine schwarze Straße ähnlich dem dunklen Kreis in Lorraine. Sie schneidet durch den Schatten und erstreckt sich anscheinend von Amber durch alle Schatten hindurch. Das Gras entlang der schwarzen Straße umschließt die Knöchel von Ganelon und Corwin muss ihn befreien. Corwin kann einen Abschnitt der schwarzen Straße zerstören, indem er sich auf das Muster konzentriert, dann erhält Corwin einen Trumpf-Kontakt, von dem er annimmt, dass er von Benedict stammt. Corwin glaubt, dass Benedict wütend ist, weil er entweder entdeckt hat, dass Corwin Avalon benutzt hat, um sich für einen Versuch auf den Thron zu bewaffnen (was Benedicts Neutralität gefährdet) oder dass Corwin mit Dara geschlafen hat. Corwin versucht weiter durch die Schatten zu entkommen, aber Benedict verfolgt ihn und holt ihn schließlich ein. Benedict beschuldigt Corwin, zu dessen Überraschung, ein Mörder zu sein und es kommt zu einem Duell. Völlig unterlegen bringt Corwin Benedict dazu, sich auf einen Flecken des seltsamen schwarzen Grases zu begeben. Bewegungsunfähig durch die Schlingpflanzen der dunklen Straße, kann Corwin ihn bewusstlos schlagen kann. Corwin ruft Gérard über die Trümpfe herbei, um sich um Benedict zu kümmern.
Corwin reist zur Erde und hat dort einen Unternehmer gefunden, um die Munition herzustellen, die er braucht, um Amber anzugreifen. Währenddessen besucht er sein altes Haus in New York, wo er eine Nachricht von Eric findet, der um Frieden bittet. Corwin weist dies zurück. Er rekrutiert seine Armee aus einem ähnlichen Schatten wie der Heimat der Armee, die er für seinen Angriff mit Bleys rekrutierte, und schult sie im Umgang mit Schusswaffen. Dann führt er sie durch den Schatten, um Amber anzugreifen. Als er jedoch Amber erreicht, findet Corwin die Truppen von Amber in einem verzweifelten Kampf gegen Wyvern-Reiter aus den Burgen des Chaos vor. Er sieht auch Dara auf dem Schlachtfeld wandern und befiehlt einigen Männern, sie zu bewachen. Nachdem er im Kampf geholfen und die Bedrohung beseitigt hat, findet er Eric schwer verwundet vor. Bevor Eric stirbt, übergibt Eric das Juwel des Urteils an Corwin und spricht seinen Todesfluch über die Feinde von Amber aus.
Dara, die sich ihrer Wachen entledigt hat, reitet an Corwin vorbei in Richtung Amber. Corwin, plötzlich besorgt, kontaktiert seinen Bruder Random und lässt sich von Random nach Amber teleportieren. Sie erreichen die Kammer des Musters und stellen fest, dass Dara sie bereits entlanggeht und sich dabei in alle möglichen seltsamen und grotesken Formen verwandelt. Als sie ihren Gang beendet, verkündet sie Corwin mit leiser, unmenschlicher Stimme, dass „Amber vernichtet wird“, dann verschwindet sie.

## Rezeption
Avram Davidson gab dem Roman eine lauwarme Kritik, beklagte sich darüber, dass er „für keinen seiner Charaktere die geringste Empathie oder Sympathie empfand“ und kam zu dem Schluss, dass „es nichts unverschämt Schlechteres“ gibt. in [diesem] Buch über Magie, Intrigen und Kriegsführung, aber sehr wenig, was sehr gut ist".

## Anspielungen
Aller Wahrscheinlichkeit nach ist der Titel eine augenzwinkernde Anspielung auf den gleichnamigen Roman Die Kanonen von Navarone von Alistair MacLean. Abgesehen davon, dass sie sich ähnlich anhören, sind sowohl Avalon als auch Navarone fiktive Inseln.
Einige der Bilder im Buch sind von Tarot-Karten inspiriert. Wenn Ganelon beispielsweise den goldhaarigen Jüngling mit einem Knöchel an einen Ast bindet, ahmt dies die Tarotkarte „Der Gehängte“ nach. Das Rad, von dem Corwin träumt, ist von der Tarotkarte „Das Rad des Schicksals“ inspiriert.
Ganelon ist der Name des Ritters im Rolandslied, der die Armee Karls des Großen an die Sarazenen verriet. Ebenso ist Ganelon auch der Name der Hauptfigur in Lord der Dunklen Welt von Henry Kuttner.

## Trivia
Roger Zelazny schrieb eine explizite Sexszene (nach amerikanischen Veröffentlichungsstandards der 1970er Jahre) zwischen Corwin und Dara und war amüsiert, als der Herausgeber des Buches ihn bat, sie zu entfernen, damit der Verkauf an Bibliotheken nicht gefährdet würde. Diese entfernte Szene ist nie in einer Romanfassung abgedruckt worden, sondern wurde zum ersten Mal in The Collected Stories of Roger Zelazny, Volume 3: This Mortal Mountain erschienen.

## Ähnlichkeiten mit Recluce
Das grundlegende strategische Konzept, das dem militärischen Kampf des Buches zugrunde liegt – Corwin „ändert grundlegend die Regeln“, indem er es schafft, Schießpulver und Waffen dorthin zu bringen, wo dies als unmöglich galt – taucht später in Modesitts Kampf dem Chaos auf. In der Welt dieses Buches gilt Schießpulver als militärisch praktisch nutzlos, da jeder Zauberer es leicht aus der Ferne sprengen kann. Daher ziehen es die Nationen dieser Welt vor, ihre Kriege mit Schwertern, Pfeil und Bogen zu führen und Schusswaffen nur dann einzusetzen, wenn sie sicher sind, dass die andere Seite überhaupt keine Zauberer hat. Die Situation ändert sich grundlegend, als ein räuberisches Imperium einen Weg findet, Schießpulver von Magie zu isolieren, und sich dann auf eine mächtige Eroberungswelle begibt. Um große Artilleriegeschütze und eine mächtige Flotte von Dreadnoughts aufzuhalten, müssen Zauberer wirklich erderschütternde Magie einsetzen, die Vulkanausbrüche und massive Zerstörung verursachen kann.

## Adaptationen
Eine dreiteilige Comic-Adaption wurde 1996 von Terry Bisson veröffentlicht. Eine Verfilmung war erstmals 1998 geplant, die von Mark Canton und Akiva Goldsman produziert werden sollte. Ab Juli 2016 wird eine TV-Adaption von den Machern der TV-Serie The Walking Dead produziert.

## Ausgaben
- The Guns of Avalon. Doubleday, 1972, ISBN 0-385-08506-0.
  - Die Gewehre von Avalon. Heyne, 1977, ISBN 3-453-30445-4.